# Porothamnium hildebrandti
Porothamnium hildebrandti är en bladmossart som först beskrevs av C. Müller, och fick sitt nu gällande namn av Fleischer 1908. Porothamnium hildebrandti ingår i släktet Porothamnium och familjen Neckeraceae. Inga underarter finns listade i Catalogue of Life.